# John Taylor (Politiker, 1770)

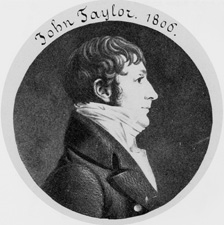
John Taylor

John Taylor (* 4. Mai 1770 in Granby, Province of South Carolina; † 16. April 1832 in Camden, South Carolina) war ein US-amerikanischer Politiker und Gouverneur des Bundesstaates South Carolina.

## Aufstieg in South Carolina
John Taylor studierte im Mount Zion Institute in Columbia und bekam 1790 seinen Abschluss am Princeton College, daraufhin wurde er Anwalt. In den Jahren von 1796 bis 1802 war er im Repräsentantenhaus von South Carolina aktiv und wiederum ein Jahr in der Zeit von 1804 bis 1805. Im Jahr 1807 wurde er ins Repräsentantenhaus der Vereinigten Staaten gewählt. Dieses Mandat behielt er bis zum Jahre 1810, als er den Sitz von Thomas Sumter im Senat der Vereinigten Staaten übernahm. 1811 wurde er für eine volle Amtsperiode gewählt. Als Senator war er eine sehr überzeugende Persönlichkeit. Nach der Zeit im Senat gründete er eine Stiftung, die heute als Taylor Stiftung bekannt ist. Taylor kehrte, nachdem er einige Ämter aufgab, 1816 nach South Carolina zurück. In den Jahren von 1818 bis 1826 gehörte er dort dem Staatssenat an. Im Jahr 1826 wurde er zum Gouverneur von South Carolina gewählt.

## Gouverneur von South Carolina
John Taylor trat das Amt des Gouverneurs am 1. Dezember 1826 an. In den zwei Jahren seiner Amtszeit bis zum Dezember 1828 wuchs der Widerstand in South Carolina gegen von der Bundesregierung verhängte Schutzzölle. Die Diskussion über diese Frage gab der Nullifikationsfrage wieder neue Nahrung und führte wenige Jahre später (1832) zu einer ernsten Krise zwischen der Bundesregierung unter Präsident Andrew Jackson und South Carolina, das damals sogar den Austritt aus der Union erwog. Dabei ging es um die Frage, ob ein Einzelstaat der USA, in diesem Fall South Carolina, das Recht habe, Bundesgesetze einseitig außer Kraft zu setzen, wenn sie den Interessen des Einzelstaates schadeten. Als Gouverneur kümmerte sich Taylor um die Verbesserung der Infrastruktur seines Landes. Das Transportsystem wurde ausgebaut und die erste Eisenbahngesellschaft wurde gegründet, wenn auch der Betrieb der Bahn noch einige Jahre auf sich warten ließ. Ziel der Maßnahme war die Verbindung einiger Städte im Hinterland mit Charleston an der Küste.

## Weiterer Lebenslauf
Entsprechend der Verfassung von South Carolina durfte Taylor 1828 nicht erneut kandidieren. Daher schied er am 1. Dezember 1828 aus seinem Amt aus. Neben einigen Verwaltungsaufgaben war er auch noch Kurator der University of South Carolina, außerdem noch Direktor des Columbia Theological Seminary. John Taylor war sowohl mit Präsident James Madison als auch mit Präsident Zachary Taylor verwandt.
Nach ihm ist Taylor County in West Virginia benannt.